# Samsung Galaxy J8
Samsung Galaxy J8 (2018) — мобільний телефон із серії Galaxy J від компанії Samsung Electronics. 
Світовий реліз телефону відбувся у липні 2018 року. В Україні смартфон представлений у травні 2018 року разом з іншими моделями з серії J - Samsung Galaxy J4 та Samsung Galaxy J6. Продажі в українських магазинах розпочалися у вересні 2018 року зі стартовою ціною - 8199 грн.
1 серпня 2018 року Samsung представила Samsung Galaxy On8, який продавався ексклюзивно на Flipkart і є ребрендингом Samsung Galaxy J8.

## Зовнішній вигляд

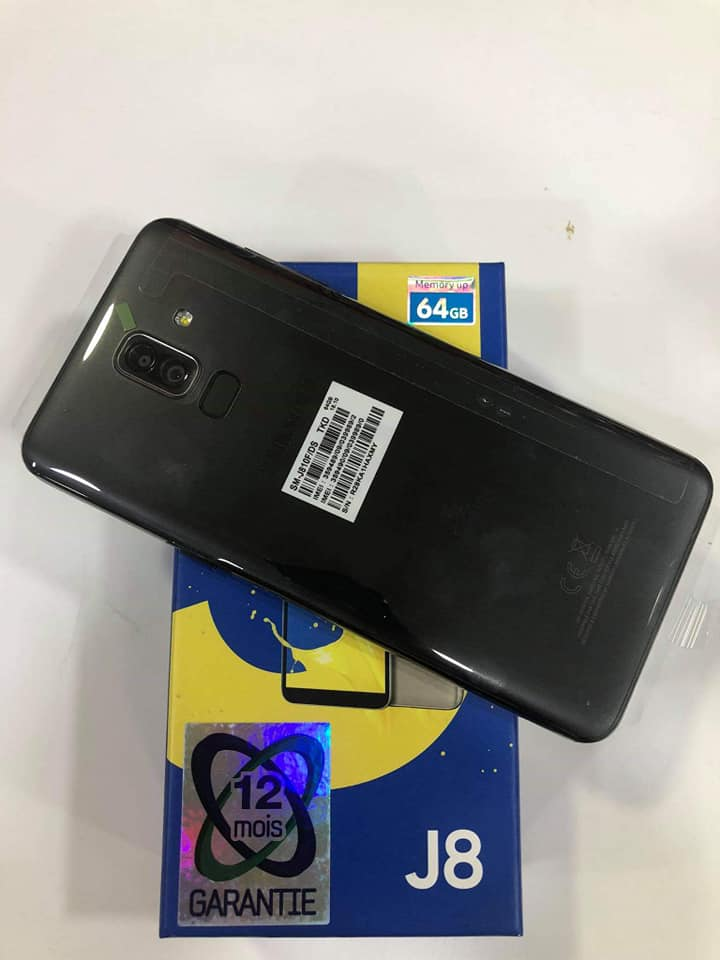
Задня панель Galaxy J8

Корпус Samsung Galaxy J8 (2018) повністю виконаний з пластику з матовою поверхнею та має цілісну пластикову рамку, Передня частина апарата покрита склом з 2.5D ефектом.
Завдяки великому екрану, що займає 75.8% фронтальної панелі апарата та іншим технічним характеристикам Samsung Galaxy J8 належить до найкращих безрамкових смартфонів у 2018 році.
В Україні доступні 3 кольору корпусу телефону — чорний, золотий та лавандовий.

## Апаратне забезпечення
Samsung Galaxy J8 (2018) працює на базі восьми ядерного процесора Qualcomm Snapdragon 450 з ядром Cortex-A53 (частота 1.8 ГГц). Графічне ядро  — Adreno 506.
Дисплей телефону Super AMOLED з діагоналлю 6" (720 x 1480), співвідношенням сторін 18,5:9, щільність пікселів  — 274 ppi. 
Внутрішня пам'ять апарата становить 32 ГБ, оперативна пам'ять  — 3 ГБ. Існує можливість розширення пам'яті завдяки microSD картці (до 256 ГБ).
Акумулятор незнімний Li-Pol 3500 мА/г.
Подвійна основна камера - 16 МП (f/1.7) з автофокусом, LED спалахом, панорамою, HDR та 5 МП (f/1.9) з функцією датчику глибини. Записує відео Full HD зі стереозвуком.
Фронтальна камера 16 МП (f/1.9) ширококутна із LED спалахом.

## Програмне забезпечення
Операційна система телефону — Android 8.0 (Oreo) з фірмовою оболонкою Samsung Experience 9.0.
Підтримує стандарти зв'язку: 2G GSM, 3G WCDMA, 4G LTE.
Бездротові інтерфейси: Wi-Fi 802.11 b/g/n, Wi-Fi Direct, hotspot Bluetooth 4.2, A2DP, LE.
Підтримує навігаційні системи: GPS, BDS,  ГЛОНАСС.
Датчики: акселерометр, датчик Холла, датчик наближення, розблокування за обличчям.
Смартфон має роз'єм Micro USB 2.0, USB On-The-Go, має роз'єм для навушників 3.5 мм.
У грудні 2020 року смартфон продається за ціною від 6100 грн.